# Demolis niveolineata
Demolis niveolineata là một loài bướm đêm thuộc phân họ Arctiinae, họ Erebidae.